# فيدراكو
فيدراكو هي بلدية في مدينة تورينو الحضرية، في منطقة بيمنتة الإيطالية، وتقع على بعد حوالي 40 كيلومتر (25 ميل) شمال تورينو . اعتبارًا من 31 ديسمبر 2004، بلغ عدد سكانها 541 نسمة ومساحتها 3.2 كيلومتر مربع (1.2 ميل2).
تحد مدينة فيدراكو البلديات التالية: كاستيلامونتي ، وإيسيجليو ، وفيستروريو ، وبالديسيرو كانافيزي .

## روابط خارجية
الموقع الرسمي